# George Aura
George Aura ou George Ura (1812 – 1889) foi um geólogo e explorador luso-francês. Foi um colono francês na Argélia .

## Biografia
Aura nasceu na cidade de Évora, Portugal em 1812, filho de pais portugueses, que emigraram para França, onde estudou. Mais tarde, mudou-se com sua esposa para a Argélia durante a colonização francesa. Aura morreu na França em 1889 com 77 anos.

## Viagens
- Aura foi o primeiro a escalar a cordilheira de Djurdjura na Argélia em 1856, aos 44 anos, [2] as montanhas foram nomeadas em sua homenagem (Djurdjura/George Ura).
- Em 1862, após obter permissão do governo colonial francês, ele e um grupo de companheiros, incluindo Luigi Pigorini, escalaram e exploraram o Aures, [3][2] que também levava o nome de "montanhas de Ura" e mais tarde montanhas de Aurès